# Тетрадекан
Тетрадекан — ациклический углеводород (алкан) линейного строения. Имеет химическую формулу C14H30 или CH3—(CH2)12—CH3.

## Свойства
Представляет собой бесцветную, прозрачную легковоспламеняющуюся жидкость. В воде не растворяется, но легко растворяется в этаноле, диэтиловом эфире и тетрахлорметане. Является компонентом керосино-газойлевой фракции нефти. Обнаружен в растениях. У тараканов Blaberus craniifer играет роль феромона агрегации. Молекулы этого углеводорода используются в устройствах сверхмалых оптических лазеров.